# Президент Сербії

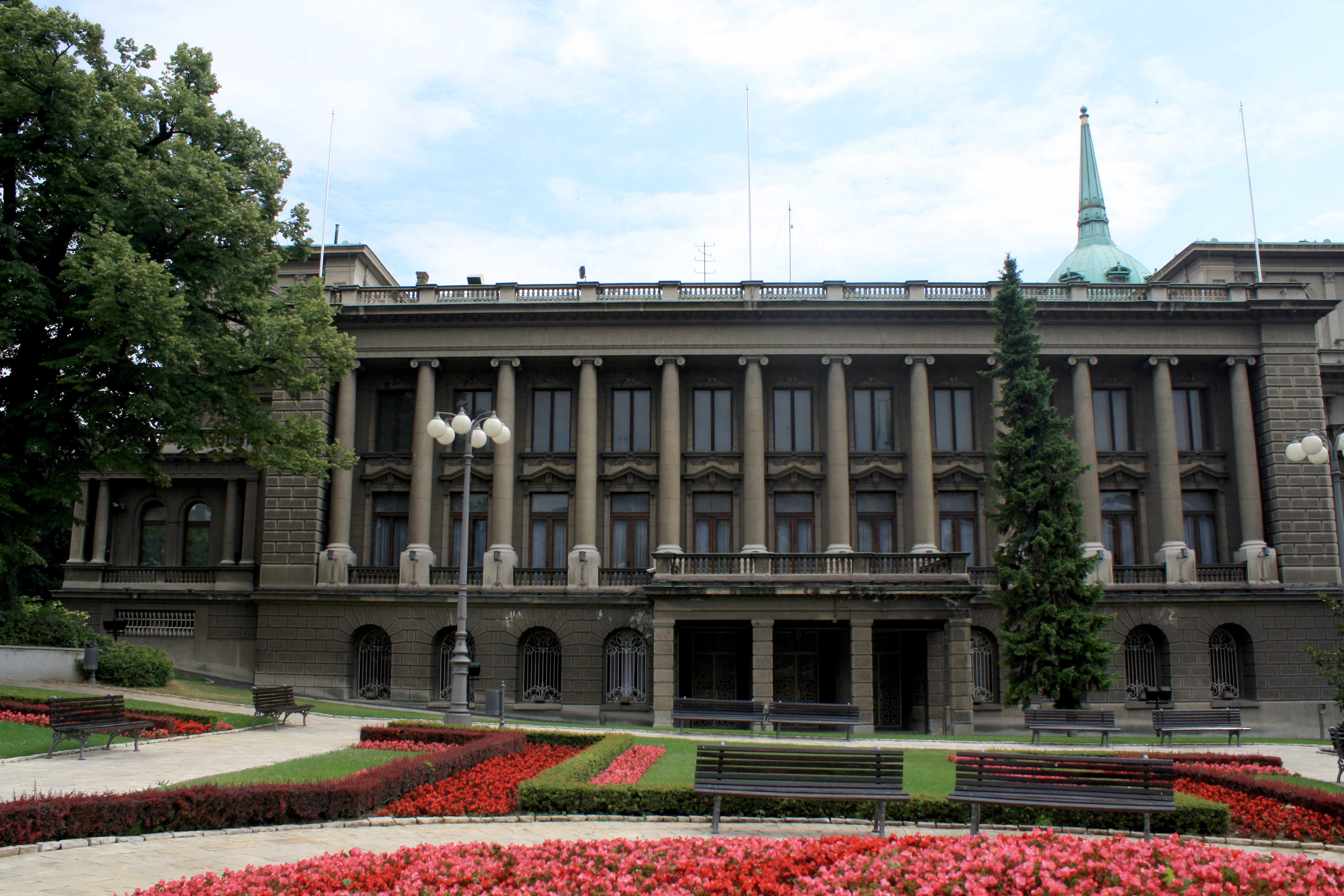
Резиденція президента Сербії

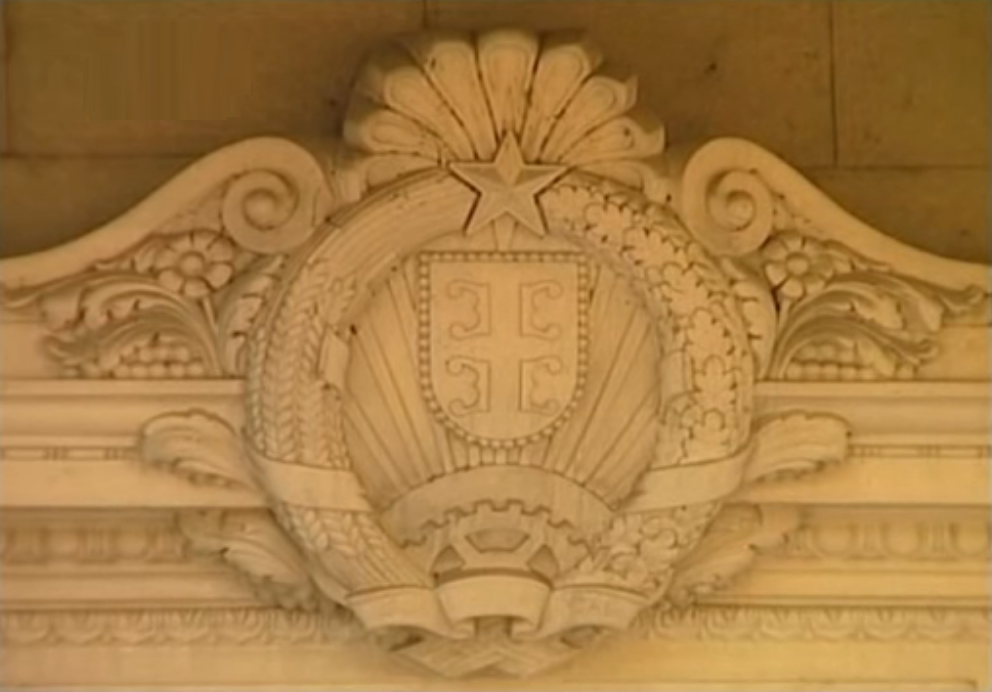
Герб Соціалістичної Республіки Сербія над вхідними дверима резиденції президента

Президент Сербії — голова Сербської республіки, який обирається на прямих виборах шляхом таємного голосування терміном на п'ять років, але не більше ніж на дві каденції. Перед прийняттям посади обов'язково складає присягу перед Національною скупщиною (парламентом).
Після складання присяги 31 травня 2012 року на спеціальній сесії Національної скупщини (Національних зборів), чинним президентом Республіки Сербії обрано Томіслава Ніколіча. Ніколіч, після закінчення національного гімну «Боже, правди» (серб. «Боже правде») підписав присягу і голова сесії привітав його з призначенням на посаду.
Нині президентом Сербії є Александар Вучич.

## Права по конституції
Згідно з конституцією 2006 президент:
- обирається на 5 років;
- може бути обраний не більше двох разів;
- представляє країну в світі та є гарантом її територіальної цілісності;
- пропонує Народній Скупщині кандидатуру голови уряду;
- має право вето на закони. Після цього закон розглядається повторно. Якщо закон прийнятий і вдруге, то президент зобов'язаний його підписати;
- призначає і відкликає послів Сербії за пропозицією уряду;має недоторканність;
- може розпускати Національну скупщину за поданням Уряду та ухвалювати рішення про проведення виборів до парламенту;
- здійснює помилування, призначає Генерального секретаря Президента Республіки, керівника кабінету президента Республіки, радників президента та інших посадових осіб Генерального секретаріату Президента Республіки;
- нагороджує нагородами;
- не може займатися іншою службовою та професійною діяльністю;
- є верховним головнокомандувачем збройних сил і нагороджує та призначає, заохочує і звільняє офіцерів сербської армії.

Якщо президент усувається з посади, його обов'язки виконує голова Скупщини.

## Президенти Сербії
Сербська Республіка має багату історію очільників країни. Посада ж Президента Сербії введена на початку 90-х років. В таблиці вказано всіх представників, що були на цій посаді:
| Ім'я               | Примітки | Термін на посаді                          |
| ------------------ | --- | ----------------------------------------- |
| Слободан Милошевич | На виборах 1990 і 1992 років, Мілошевич був обраний президентом Республіки. Його каденція припала на роки розпаду Югославії та міжусобного етнічного конфлікту в Словенії, Хорватії та Боснії і Герцеговини. У 1997 році став президентом Союзної Республіки Югославії, до складу якої на той момент входили тільки Сербія та Чорногорія. Під час агресії НАТО в 1999 році був верховним головнокомандувачем союзних збройних сил. Того ж року ООН та НАТО висунуло звинувачення у військових злочинах, репресіях та геноциді народів колишньої Югославії. В червні 2001 року до Гаазькому Міжнародному трибуналу по колишній Югославії. В березні 2006 року помер в Гаазькій в'язниці.. | 11 січня 1991 року — 23 липня 1997 року   |
| Мілан Мілутинович  | Обрано президентом Сербії в грудні 1997 року. Як і попередник, був звинувачений Гаазьким трибуналом у численних злочинах у Косові й Метохії. Після закінчення президентського терміну в січні 2003 року добровільно звернувся до міжнародного суду. У лютому 2009 Гаазький трибунал виправдав його, знявши всі звинувачення. | 29 грудня 1997 року — 29 грудня 2002 року |
| Наташа Мічич       | в.о. Президента Сербської республіки. У 2001 році рекомендована на посаду спікера парламенту, а 2002 року, після двох невдалих спроб обрати президента Сербії, призначена виконуючою обов'язки. | 30 грудня 2002 року — 4 лютого 2004 року  |
| Драган Машичанін   | в.о. Президента Сербської республіки. До обрання виконувачем обов'язків був міністром економіки Сербії, а з 2004 року по 2009 рік — послом Сербії в Швейцарії. | 4 лютого 2004 року — 3 березня 2004 року  |
| Воїслав Михайлович | в.о. Президента Сербської республіки. Мер Белграда в 1999—2000 рр. Онук Драголюба Михайловича — сербського військового діяча, очільника югославської монархічної партизанської націоналістичної організації під час Другої світової війни. | 3 березня 2004 року — 4 березня 2004 року |
| Предраг Марковіч   | в.о. Президента Сербської республіки | 4 березня 2004 року — 11 липня 2004 року  |
| Борис Тадич        | Висуванець Демократичної партії Сербії, до лав якої вступив 1990 року | 11 липня 2004 року — 5 квітня 2012 року   |
| Томіслав Ніколич   | На президентських виборах 2012 року в другому турі виборів Томіслав Ніколич отримав 49,54 % і, відповідно, був обраний президентом Сербії. На вибори прийшов із Сербської радикальної партії. В 2004 та 2008 роках двічі програвав вибори опоненту Борису Тадичу. | 31 травня 2012 року- 31 травня 2017 року  |
| Александар Вучич   | Переміг на президентських виборах 2017 року, вступив на посаду 31 травня 2017 року. Потім він був повторно обраний на президентських виборах 3 квітня 2022 року, отримавши майже 59 % голосів, і вдруге принесення присяги відбулося також 31 травня 2022 року . | 31 травня 2017 року - до сьогодні         |